# (2142) Ландау
(2142) Ландау — астероид главного пояса, который был открыт 3 апреля 1972 года советским астрономом Л. И. Черных в Крымской астрофизической обсерватории и назван в честь советского физика-теоретика, лауреата Нобелевской премии в области физики (1962 год) Героя Социалистического Труда Льва Давидовича Ландау.
Свой оборот вокруг Солнца этот астероид совершает за 5,64 земных года.